# Volta (cratère)
Pour les articles homonymes, voir Volta.
Volta est un Cratère d'impact lunaire situé au nord-ouest de la face visible de la Lune. Il se trouve à l'ouest du cratère Xenophanes, au nord du cratère Galvani et à l'est immédiat du cratère Regnault qui est en partie inclus dans sa partie occidentale. Étant situé à la limite occidentale de la face visible de la Lune, il est vu à un angle très oblique, ce qui limite le détail qui peut être aperçu. La visibilité de ce cratère est également affectée par la libration de la Lune. Comme le bord oriental du cratère Regnault se trouve en face de la bordure du cratère Volta, cette bordure est un peu moins importante que pour la moitié orientale. Le bord n'a pas été fortement érodé, même si de petits craterlets se trouvent en face de la bordure sud. Le bord extérieur du cratère Volta est fortement usé et irrégulier, avec de petits cratères recouvrant son bord.
En 1964, l'Union astronomique internationale lui a attribué le nom de Volta en l'honneur du physicien italien Alessandro Volta.
Par convention, les cratères satellites sont identifiés sur les cartes lunaires en plaçant la lettre sur le côté du point central du cratère qui est le plus proche de Volta.
| Volta | Latitude | Longitude | Diamètre |
| ----- | -------- | --------- | -------- |
| B     | 54.6° N  | 83.5° W   | 9 km     |
| D     | 52.5° N  | 83.3° W   | 20 km    |